# Billings Bighorns
Billings Bighorns byl americký juniorský klub ledního hokeje, který sídlil v Billingsu ve státě Montana. V letech 1977–1982 působil v juniorské soutěži Western Hockey League. Založen byl v roce 1977 po přestěhování týmu Calgary Centennials do Billingsu. Zanikl v roce 1982 přestěhováním do Nanaima, kde byl vytvořen tým Nanaimo Islanders. Své domácí zápasy odehrával v hale Rimrock Auto Arena at MetraPark s kapacitou 12 000 diváků. Klubové barvy byly červená, bílá a modrá.
Nejznámější hráči, kteří prošli týmem, byli např.: Bob Rouse, Dave Barr, Rod Buskas, Pat Conacher, Gord Kluzak, Mark Lamb, Randy Moller nebo Andy Moog.

## Přehled ligové účasti
Zdroj: 
- 1977–1978: Western Canada Hockey League (Centrální divize)
- 1978–1979: Western Hockey League (Centrální divize)
- 1979–1982: Western Hockey League (Východní divize)